# Mikołaj Bojańczyk
Mikołaj Bojańczyk, né en 1977, est un informaticien théoricien et logicien polonais, professeur à l'université de Varsovie.

## Biographie scientifique
Bojańczyk obtient en 2004 un doctorat de l'université de Varsovie. Il passe l'année 2004-2005 à l'université Paris-Diderot. Il obtient une habilitation à l'université de Varsovie en 2008 et est professeur titulaire à cette université depuis 2014. Bojańczyk est le premier récipiendaire du prix Presburger en 2010. Il a d'ailleurs réuni un certain nombre de documents sur Presburger.

## Thèmes de recherche
Bojańczyk travaille sur l'interaction entre les formalismes logiques et les diverses familles d'automates finis. Il est connu pour ses contributions à la théorie des automates cheminants, avec Thomas Colcombet (en), et pour de nombreuses autres contributions à la logique en théorie des automates,. 
Il a travaillé sur le problème de la hauteur d'étoile : il présente une simplification de la preuve de la décidabilité, en 2015, article détaillé sur arxiv en 2017. Il s'intéresse à la logique monadique du second ordre sur les graphes dans le cadre de la théorie de Courcelle, il étend la logique avec un quantificateur U pour pouvoir formuler des expressions, toujours sur les graphes ; il a introduit et étudié des langages réguliers sur les monads. Il étudie, dans une série d'articles, des data words et data trees, généralisations au cas d'alphabets infinis. Enfin, il développe, à l’université de Varsovie, un projet appelé Atoms, motivé initialement par l'étude d'automates sur les  data words et data trees. Un livre est en cours de rédaction, disponible sur le site.